# Marijan Brnčić
Marijan Brnčić (ur. 23 lipca 1940 w Tribalju) – chorwacki piłkarz grający na pozycji obrońcy. W swojej karierze rozegrał 10 meczów w reprezentacji Jugosławii.

## Kariera klubowa
Swoją karierę piłkarską Brnčić rozpoczął w klubie NK Rijeka. W 1959 roku został członkiem pierwszego zespołu i w sezonie 1959/1960 zadebiutował w jego barwach w pierwszej lidze jugosłowiańskiej. Od czasu debiutu był podstawowym zawodnikiem klubu z Rijeki. W Rijece grał do końca sezonu 1963/1964. W 1964 roku przeszedł do Trešnjevki Zagrzeb. Grał w nim przez dwa lata.
W 1965 roku Brnčić został piłkarzem Dinama Zagrzeb. W sezonie 1966/1967 wywalczył wicemistrzostwo kraju. 30 sierpnia 1967 wystąpił w wygranym 2:0 finale Pucharu Miast Targowych z Leeds United. W sezonie 1968/1969 ponownie został wicemistrzem Jugosławii oraz zdobył Puchar Jugosławii.
W 1969 roku Brnčić wyjechał do Belgii i został piłkarzem tamtejszego pierwszoligowca, KSV Waregem. W sezonie 1971/1972 spadł z nim z pierwszej do drugiej ligi. Latem 1972 wrócił do Dinama Zagrzeb, w którym spędził rok. W 1973 roku ponownie trafił do Belgii, tym razem do drugoligowego KV Kortrijk. Grał w nim do końca swojej kariery, czyli do 1976 roku.
| Sezon   | Klub               | Kraj       | Rozgrywki     | Mecze | Gole |
| ------- | ------------------ | ---------- | ------------- | ----- | ---- |
| 1959/60 | NK Rijeka          | Jugosławia | Prva liga     | 19    | 0    |
| 1960/61 | NK Rijeka          | Jugosławia | Prva liga     | 17    | 1    |
| 1961/62 | NK Rijeka          | Jugosławia | Prva liga     | 17    | 0    |
| 1962/63 | NK Rijeka          | Jugosławia | Prva liga     | 22    | 0    |
| 1963/64 | NK Rijeka          | Jugosławia | Prva liga     | 20    | 0    |
| 1964/65 | Trešnjevka Zagrzeb | Jugosławia | Prva liga     | 26    | 0    |
| 1965/66 | Trešnjevka Zagrzeb | Jugosławia | Prva liga     | 29    | 1    |
| 1966/67 | Dinamo Zagrzeb     | Jugosławia | Prva liga     | 29    | 2    |
| 1967/68 | Dinamo Zagrzeb     | Jugosławia | Prva liga     | 5     | 0    |
| 1968/69 | Dinamo Zagrzeb     | Jugosławia | Prva liga     | 15    | 0    |
| 1969/70 | KSV Waregem        | Belgia     | Eerste klasse | 29    | 0    |
| 1970/71 | KSV Waregem        | Belgia     | Eerste klasse | 28    | 0    |
| 1971/72 | KSV Waregem        | Belgia     | Eerste klasse | 26    | 0    |
| 1972/73 | Dinamo Zagrzeb     | Jugosławia | Prva liga     | 11    | 0    |
| 1973/74 | KV Kortrijk        | Belgia     | Tweede klasse | 29    | 0    |
| 1974/75 | KV Kortrijk        | Belgia     | Tweede klasse | 25    | 0    |
| 1975/76 | KV Kortrijk        | Belgia     | Tweede klasse | 27    | 0    |

## Kariera reprezentacyjna
W dorosłej reprezentacji Jugosławii Brnčić zadebiutował 19 września 1962 roku w wygranym 5:2 towarzyskim meczu z Etiopią, rozegranym w Belgradzie. W 1964 roku był w kadrze Jugosławii na Igrzyska Olimpijskie w Tokio. Tam zagrał w przegranym 0:3 meczu z Rumunią. Od 1962 do 1967 roku rozegrał w kadrze narodowej 10 meczów.